# 128314 Coraliejackman
128314 Coraliejackman este o planetă minoră (asteroid), cu un diametru de 4,165 km, din centura de asteroizi. A fost descoperită pe 15 februarie 2004 la Catalina Station⁠(d) de Catalina Sky Survey. 
Obiectul prezintă o orbită caracterizată de o semiaxă mare de 2,4091210524506 UAi, o excentricitate de 0,26, o înclinație de 11,8 ° în raport cu ecliptica.